# Terrapene ornata luteola
Terrapene ornata luteola (tortuga de caixa del desert) és una de les dues subespècies de Terrapene ornata. Es distribueix des de la regió del Trans-Pecos de Texas, Nou Mèxic, i el sud-est d'Arizona cap al sud a Sonora i Chihuahua a Mèxic, on viu en zones àrides i en praderies obertes. Es tracta d'una tortuga omnívora, s'alimenta de la vegetació nativa, d'insectes, i algunes vegades de carronya.
No té la quilla elevada de Terrapene carolina, i els colors són apagats pel seu camuflatge al desert. Els colors de les tortugues madures són més moderats que els colors dels joves. La majoria, però no totes, les tortugues mascles tenen l'iris de color vermell. Altres característiques dels mascles són els plastrons còncaus, la cua més gruixuda amb la claveguera més a prop de la punta, i les potes i la part posterior amb grans i corbades urpes a l'interior que s'utilitzen per subjectar la closca de la femella durant l'aparellament. Les tortugues del desert hivernen a l'hivern, sortint a l'abril per començar a buscar una parella. La posta es porta a terme del maig al juliol i produeix de dos a vuit ous i la incubació dura al voltant de setanta dies. Poden viure 25 anys o més.
Els mascles són sexualment madurs normalment als 8-9 anys, però en captivitat s'han conegut de tan sols 2 anys. Les femelles normalment requereixen 10-11 anys per a aconseguir la maduresa sexual. La seva època de reproducció dura entre el març i el maig, i els llocs de posta s'elegiran a partir del juny fins al juliol. Els mascles seran sexualment actius des del moment en què surten de la hibernació fins al setembre o a l'octubre. Els mascles solen barallar-se de forma agressiva amb altres mascles. Els ous triguen una mitjana de 70 dies a descloure's.